# Николай Курянович
Николай Владимирович Курянович (на руски: Николай Владимирович Курьянович) е руски политик и публицист. Бивш депутат от Държавната дума (2003 – 2007). По народност е беларус.

## Биография
Николай Курянович е роден на 19 юни 1966 година в Тулун. През 1983 година завършва гимназия. През 1987 година завършва с отличие на Новосибирското висше военно-командно училище. През 1998 година завършва Юридическия факултет на Иркутския държавен университет. През 2004 година завършва Военна академия Ворошилов. През 2007 година завършва Дипломатическата академия на Министерството на външните работи на Руската федерация.

### Обществена дейност
През 2005 година Курянович участва в руското националистическо митинг-шествие Руски марш. В своята дейност си сътрудничи с ДПНИ, РНЕ, РОНС, ННП, НДПР, СС, и др. През 2006 година Курянович става част от обществения съвет на Руски марш, където предлага идеята за съставянето на „списък на враговете на руския народ“.
На президентските избори в Русия през 2007 година участва като независим кандидат.